# TEPPEN (ゲームアプリ)
『TEPPEN』（テッペン）は、ガンホー・オンライン・エンターテイメントより配信されているスマートフォン向け対戦型デジタルカードゲーム（DCG）。2019年7月4日より北米・欧州、2019年8月8日よりアジア・日本でサービスを開始。基本プレイ無料（アイテム課金型）。

## 概要
リアルタイムバトルからアクティブレスポンスによって突如ターン制となり繰り広げられるカードゲームならではの思考の応酬と、ダイナミックな必殺技アクションが特徴のデジタルカードゲーム。
カプコンとガンホーが共同開発しており、『バイオハザード』、『モンスターハンター』、『ストリートファイター』、『ロックマン』などカプコンの人気タイトルのキャラクターが多数登場する。
30枚1組からなるデッキをお互いに使用し、カードで対戦を行う。
赤・緑・紫・黒の4属性があり、赤はダメージと攻撃力強化、緑はライフ回復やシールド付与、紫は相手を弱体化、黒は蘇生や犠牲と、属性ごとに特徴が異なる。
e-スポーツイベントの実施にも力を入れており、2019年12月にはTEPPEN初の世界大会「TEPPEN WORLD CHAMPIONSHIP 2019」が行われた。賞金総額は5000万円。

## カードセット
BASIC (2019.07.-)
最初から使えるカード。
CORE (2019.07.)
略称はCOR。TEPPENリリースと同時に発売されたカードパック。
DAY OF NIGHTMARES (2019.09.)
略称はDON。ヒーロー ジルの実装と同時に実装されたパック。レジェンダリーは「バイオハザードシリーズ」のものが多く、このパックで「探索」が実装された。
The Devils Awaken (2019.11.)
略称はTDA。ヒーロー ネロの実装と同時に実装されたパック。レジェンダリーは「デビルメイクライシリーズ」のものが多く、このパックで＜成長＞が実装された。
The Force Seekers (2020.01.)
略称はTFS。ヒーロー 豪鬼の実装と同時に実装されたパック。レジェンダリーは「ストリートファイターシリーズ」のものが多く、このパックで＜目覚め＞が実装された。3.1更新まで、パックを引くと一定確率でリュウスキン「殺意の波動は目覚めたリュウ」が排出される。
Haunted by Memories (2020.03.)
略称はHBM。ヒーロー ゼロの実装と同時に実装されたパック。レジェンダリーは「ロックマンXシリーズ」のものが多く、このパックで＜メモリー＞が実装された。そして多くのユーザー離れを起こした原因でもある。
Adventures of a Tiny Hero (2020.07.)
略称はATH。ヒーロー アイルーの実装と同時に実装されたパック。レジェンダリーは「デビルメイクライシリーズ」、「モンスターハンターシリーズ」のものが多く、このパックから種族に関連するカードが実装された。
天都ノ國絵巻 The Tale of Amatsu no Kuni (2020.10.)
略称はTOA。ヒーロー アマテラスの実装と同時に実装されたパック。このパックから味方ヒーローに一定時間、効果を付与するカードが実装された。本作品に初参戦した「大神シリーズ」と「戦国BASARAシリーズ」のカードで構成されている。
天都ノ國合戦 The Battle of Amatsu no Kuni (2021.01.)
略称はBOA。ヒーロー お市実装と同時に実装されたパック。このパックには強力な死亡時能力を持った種族"スピリット"のユニットが多く実装された。TOAと同様に、「大神シリーズ」と「戦国BASARAシリーズ」のカードで構成されている。
A Dark Agenda (2021.03.)
略称はADA。ヒーロー エイダ実装と同時に実装されたパック。このパックでは、今までに登場した全てのヒーロー達が新規ユニットカードとして登場した。また、「ストライダー飛竜シリーズ」のカードが追加された。
Ace vs. The People (2021.04.)
略称はAVP。このパックで新能力「証拠」と＜つきつける＞が実装された、本作品に初参戦した「逆転裁判シリーズ」と「デッドライジングシリーズ」のカードが追加された。
Dragons of War (2021.07.)
略称はDOW。このパックで＜クエスト＞が実装された、本作品に初参戦した「ブレス オブ ファイアシリーズ」のカードが追加された。
Island of Fear (2021.09.)
略称はIOF。主に「バイオハザードシリーズ」のカードが追加された。
Mission of Ruin
略称はMOR。「女神大戦」三部作のEpisode1であり、新たな能力＜信仰＞が実装されるとともに、主に「ロックマンXシリーズ」と「戦国BASARAシリーズ」のカードが追加された。
Breath of Resistance
略称はBOR。「女神大戦」三部作のEpisode2であり、＜連携＞が実装され、『ウォーザード』や「ストリートファイターシリーズ」のカードが多く追加された。
Defying the Light
略称はDTL。「女神大戦」三部作の最終章。新能力の＜解放＞が実装され、今までに参戦したシリーズ作品のカードが追加された。
Genma Onslaught
略称はGO。新たな能力＜生贄＞が実装され、主に「鬼武者シリーズ」と「モンスターハンターシリーズ」のカードが追加された。
Super Spooky Village
略称はSSV。主に「魔界村シリーズ」と「バイオハザードシリーズ」のカードが追加された。

## 登場ヒーロー
以下は公式サイトでの紹介より。
リュウ
声：高橋広樹 / カイル・エベール
赤属性。敵ユニットに直接ダメージを与えることが得意なヒーロー。
ヒーローアーツ
- 真空波動拳
- 電刃練気
- 滅・昇龍拳

殺意の波動に目覚めたリュウ
リュウのEXスキン。
ヒーローアーツ
- 滅・波動拳
- 波動の奔流
- 滅殺豪昇龍

リオレウス
声：なし
赤属性。味方ユニットを強化することに長けているヒーロー。
ヒーローアーツ
- 強襲
- 逆鱗
- 火炎の防壁

エックス
声：櫻井孝宏 / テッド・スロカ
緑属性。味方ユニットのHPを高めることに非常に長けているヒーロー。
ヒーローアーツ
- ライフアップ
- チャージショット
- ガイアアーマー

春麗
声：折笠富美子 / アシュリー・バーチ
緑属性。防御面の強化、攻撃面の強化、MPの増加というまったく異なる3つのヒーローアーツを持つヒーロー。
ヒーローアーツ
- 気功掌
- 百裂脚
- あくび

成歩堂龍一
声：近藤孝行 / サム・リーゲル
春麗のEXスキン。
ヒーローアーツ
- 弁護士バッジ
- 異議あり！
- 逆転姉妹

モリガン・アーンスランド
声：田中理恵 / シボーン・フリン
紫属性。対戦相手を翻弄して勝利することに長けているヒーロー。
ヒーローアーツ
- テンプテーション
- ダークネスイリュージョン
- シャドウブレイド

宵の胡蝶
モリガンのEXスキン。
ヒーローアーツ
- 傾城の魅惑
- 幻影の舞
- 血桜の妖刀

ダンテ
声：森川智之 / ルーベン・ラングダン
紫属性。アクションカードのプレイに応じてユニットを強化する呼応の能力を多用するヒーロー。
ヒーローアーツ
- クイックシルバー
- エボニー＆アイボリー
- デビルトリガー

アルバート・ウェスカー
声：中田譲治 / D.C.ダグラス
黒属性。ユニットの生死を司るヒーロー。
ヒーローアーツ
- 黒き選別
- ウロボロス
- 悪夢からの死者

ネルギガンテ
声：なし
黒属性。自分のライフやユニットを失う見返りに圧倒的な攻撃性能を得るヒーロー。
ヒーローアーツ
- 破棘滅尽旋・天
- 棘とばし
- 形態変化

ジル・バレンタイン
声：湯屋敦子 / パトリシア・ジャ・リー
赤属性。探索の能力で特別なアクションカードをEXポケットに加え、そのカードを活用しながら戦うヒーロー。2019年8月追加。
ヒーローアーツ
- 最終兵器
- ジェネシス
- 抗体の活性化

ニーナ
声：氷上恭子 / アビー・トロット
ジルのEXスキン。
ヒーローアーツ
- リュウとの絆
- おまじない
- 魔法ため

ネロ
声：石川界人 / ジョニー・ヨング・ボッシュ
緑属性。味方ユニットを強化する＜成長＞と相性の良いヒーロー。2019年11月追加。
ヒーローアーツ
- デビルブレイカー
- 真の力
- カモン！ニコ！

キャミィ
声：沢城みゆき
ネロのEXスキン。
ヒーローアーツ
- クロススティンガーアサルト
- デルタドライブ
- 果たすべき約束

豪鬼
声：武虎 / リチャード・エプカー
黒属性。目覚めの能力を活かして敵を破壊・除去することに特化したカード編成が可能。2020年1月追加。
ヒーローアーツ
- 瞬獄殺
- 赤鴉空裂破
- 阿修羅閃空

ゼロ
声：置鮎龍太郎 / ジョニー・ヨング・ボッシュ
紫属性。メモリーの能力を活かしてアクションカードを駆使して戦うヒーロー。2020年3月追加。
ヒーローアーツ
- 記憶への抵抗
- 落鳳破
- 天空覇

アイルー
声：なし
緑属性。持ち前のかわいさを活かして戦うヒーロー。2020年7月追加。
ヒーローアーツ
- まもりの大盾
- はげましの楽器
- ぶんどり刀

アマテラス
声：なし
赤属性。味方ユニットを強化することに長けたヒーロー。2020年10月追加。
ヒーローアーツ
- 大神おろし
- 天叢雲剣
- 天道太子の奇跡

お市
声：能登麻美子 / ローラ・ベイリー
黒属性。味方ユニットの死亡を活かすことに長けたヒーロー。2021年1月追加。
ヒーローアーツ
- 踊れ屍の腕
- 嘆キ、喚イテ、朽チ果テヨ！
- 闇からの誘い

戦国カラクリ甲冑
お市のEXスキン。
ヒーローアーツ
- 暴れ屍の魔拳
- 哮ヨ傀儡、哭キ果テヨ！
- 闇誘う機甲馬

エイダ・ウォン
声：皆川純子 / コートニー・テイラー
紫属性。自分の枠を封鎖して活かすことに長けたヒーロー。2021年3月追加。
ヒーローアーツ
- ブラックアウト
- ミラージュデコイ
- ブレイクアウェイ

## 世界観
本作は「TEPPEN世界」（「大陸」と呼ばれることもある）と呼ばれる各原作世界とは異なるオリジナルの世界が舞台となっている。キャラクターたちの設定やストーリーも原作とは異なる部分が多い（リュウのグローブやウェスカーのコートがモンハンシリーズのモンスターの素材でできていたり、ウェスカーがウロボロスウイルス〈作中では「黒い力」と呼称されている〉を入手する手段が原作と大きく異なっているなど）ため、本作に登場する全てのカプコンキャラクターたちはあくまでTEPPEN世界の住人であり、ヒーローたちも、ヒーロー以外のカードとして登場したキャラクターたちなども含め全て各原作世界の本人たちとは別の存在である。

## 開発
本作は、ガンホーとカプコンが共同でカプコンの作品群のキャラクターを題材としたカードゲームを作るという企画から始動した。本作のエグゼクティブプロデューサーの辻本良三とプロデューサーの井上真一は、当時『モンスターハンター エクスプロア』のディレクターを務めていた岡野勇樹に声をかけた。岡野はガンホーとの接点は持っていなかったものの、カードゲームに興味があったことから、ディレクターとしての参加を引き受けた。岡野がカプコン側のディレクターとして起用された後、ガンホー側のディレクターとして荻原智が起用された。当初、岡野はターン制のカードゲームのアイデアをミーティングで提案したが、同席していたガンホーの森下一喜から難色を示された。また、森下は従来のデジタルカードゲームの大半が先行有利になっている点を指摘し、荻原はその点にはっとした。
リアルタイム寄りのシステムの方がよりフェアであり、戦略もかかわって面白いだろうという話になり、ガンホー側での企画会議の後に行われたカプコンとガンホーの合同会議では、リアルタイム寄りのカードゲームが提案された。双方でのブラッシュアップの後、岡野がリアルタイム制、荻原がターン制という、最初とは逆の提案がなされた。このことについて、岡野は「実際に意見をぶつけあった結果、本作で大事にしたい〔2つの要素〕が共存できる形をお互いが見つめ直した結果だったと思います」と4Gamer.netによるインタビューの中で説明しており、相手に流されたりしたわけではないとしている。

### キャラクター選定
本作に登場するキャラクターの選定はカプコンからの提案をもとに進められ、人気やゲームバランス、そしてキャラクターの特徴などが基準となった。たとえば、『ヴァンパイア』に登場するモリガン・アーンスランドはVS.シリーズをはじめとするカプコン製のクロスオーバー作品への出演実績が決め手となって参戦が決まった。
一方、カプコン作品には攻撃的なキャラクターが多く、このままでは特定の属性に偏ってしまう可能性があったため、複数の視点からキャラクターの魅力や特徴を捉えたうえで、属性の割り振りが行われた。たとえば、『ロックマンX』シリーズの主人公・エックスは、新しい技の習得やライフアップなどの観点から、ライフ回復にたけた緑属性へと割り振られた。また、岡野の提案で、原作における「倒した相手の能力をコピーする」という能力がカードに取り入れられた。
また、カプコンにはダークヒーローが登場する作品が少なく、黒や紫のヒーロー選定には労力を要した。その中で、バイオハザードシリーズに登場するアルバート・ウェスカーはダークヒーローであると同時に、『バイオハザード アンブレラ・クロニクルズ』でプレイアブルキャラクターとして登場した実績などから、蘇生能力を持つ黒属性のヒーローとして参戦が決まった。
前述のエックスのようにキャラクターの出典における要素が取り入れられたケースもあった一方、要素の導入が見送られたケースもある。たとえば、モンスターハンターシリーズに登場するネルギガンテの場合、当初は自傷を以て強大な力を発揮するキャラクター性を踏まえ、「デッキ上のカードをすべて除外し、除外した分だけ攻撃力とHPが上昇する」という効果になる予定だった。ところが、初手でこのカードを出すと攻撃力とHPが大きく上がり、ゲームバランスの崩壊を招くことが判明したため、試行錯誤の末に除外するデッキの枚数などが変更された。

## 反響
本作のダウンロード件数は、2019年12月2日の時点で、400万を突破した。
先行配信が行われた欧米では、開発チームの懸念点やアピールポイントがレビューとして現れており、ディレクターの一人である荻原智は彼らの的確な批評と盛り上がり方に驚いたと4Gamer.netとのインタビューの中で振り返っている。
また、インタビューに同席したもう一人のディレクター・岡野勇樹も「各所のレビューではとても好意的に受け止めてくれている内容のものを多く見かけ、我々がやってきたことは間違っていなかったと自信を持てましたね」と振り返っている。